# أنطوان بلان
أنطوان بلان (بالفرنسية: Antoine Blanc)‏ هو كاهن كاثوليكي فرنسي، ولد في 11 أكتوبر 1792 في Sury-le-Comtal ‏ في فرنسا، وتوفي في 20 يونيو 1860 في نيو أورلينز في الولايات المتحدة.